# 骆驼山子庙
骆驼山子庙，位于内蒙古自治区锡林郭勒盟太仆寺旗，是一座藏传佛教格鲁派寺院。

## 简介
玛拉盖庙是原太仆寺左翼牧群最辉煌的寺庙，太仆寺左翼牧群东部有骆驼山子庙，西部有敦达庙与小庙子。玛拉盖庙与骆驼山子庙的规模均较大。